# Tour de l'Utah 2013
Le Tour de l'Utah 2013 est la neuvième édition de cette course cycliste par étapes masculine, disputée dans l'Utah, aux États-Unis. Il fait partie du calendrier de l'UCI America Tour 2013, en catégorie 2.1. Il comprend six étapes, réparties sur six jours, du 6 au 11 août. Il est remporté par l'Américain Tom Danielson, de l'équipe Garmin-Sharp.

## Étapes
| Étape, | Date    | Parcours                        | Terrain                   | Distance | Vainqueur                                         | Leader du classement général                      |
| ------ | ------- | ------------------------------- | ------------------------- | -------- | ------------------------------------------------- | ------------------------------------------------- |
| 1      | 6 août  | Brian Head (en) – Cedar City    | Étape vallonnée           | 179,1 km | Greg Van Avermaet Belgique, BMC                   | Greg Van Avermaet Belgique, BMC                   |
| 2      | 7 août  | Panguitch – Torrey              | Étape de moyenne montagne | 210,3 km | Michael Matthews Australie, Orica-GreenEDGE       | Michael Matthews Australie, Orica-GreenEDGE       |
| 3      | 8 août  | Richfield – Payson              | Étape de moyenne montagne | 191,2 km | Lachlan Morton Australie, Garmin-Sharp            | Lachlan Morton Australie, Garmin-Sharp            |
| 4      | 9 août  | Salt Lake City – Salt Lake City | Étape de plaine           | 54,4 km  | Michael Matthews Australie, Orica-GreenEDGE       | Lachlan Morton Australie, Garmin-Sharp            |
| 5      | 10 août | Snowbasin – Snowbird            | Étape de montagne         | 182,7 km | Christopher Horner États-Unis, RadioShack-Leopard | Christopher Horner États-Unis, RadioShack-Leopard |
| 6      | 11 août | Park City – Park City           | Étape de montagne         | 125,7 km | Francisco Mancebo Espagne, 5 Hour Energy          | Tom Danielson États-Unis, Garmin-Sharp            |

### 1reétape
|    | Coureur           | Pays       | Équipe                          | Temps           |
| -- | ----------------- | ---------- | ------------------------------- | --------------- |
| 1  | Greg Van Avermaet | Belgique   | BMC                             | 4 h 11 min 00 s |
| 2  | Michael Matthews  | Australie  | Orica-GreenEDGE                 | m.t.            |
| 3  | Ty Magner         | États-Unis | Hincapie Sportswear Development | m.t.            |
| 4  | Eric Young        | États-Unis | Optum-Kelly Benefit Strategies  | m.t.            |
| 5  | Kiel Reijnen      | États-Unis | UnitedHealthcare                | m.t.            |
| 6  | Joseph Lewis      | Australie  | Hincapie Sportswear Development | m.t.            |
| 7  | Jasper Stuyven    | Belgique   | Bontrager                       | m.t.            |
| 8  | Chris Baldwin     | États-Unis | Bissell                         | m.t.            |
| 9  | Fred Rodriguez    | États-Unis | Jelly Belly                     | m.t.            |
| 10 | Jeff Louder       | États-Unis | UnitedHealthcare                | m.t.            |

|    | Coureur           | Pays       | Équipe                          | Temps           |
| -- | ----------------- | ---------- | ------------------------------- | --------------- |
| 1  | Greg Van Avermaet | Belgique   | BMC                             | 4 h 10 min 50 s |
| 2  | Michael Matthews  | Australie  | Orica-GreenEDGE                 | + 4 s           |
| 3  | Christopher Jones | États-Unis | UnitedHealthcare                | + 4 s           |
| 4  | Ty Magner         | États-Unis | Hincapie Sportswear Development | + 6 s           |
| 5  | Max Jenkins       | États-Unis | 5 Hour Energy                   | + 9 s           |
| 6  | Tiago Machado     | Portugal   | RadioShack-Leopard              | + 9 s           |
| 7  | Eric Young        | États-Unis | Optum-Kelly Benefit Strategies  | + 10 s          |
| 8  | Kiel Reijnen      | États-Unis | UnitedHealthcare                | + 10 s          |
| 9  | Joseph Lewis      | Australie  | Hincapie Sportswear Development | + 10 s          |
| 10 | Jasper Stuyven    | Belgique   | Bontrager                       | + 10 s          |

### 2eétape
|    | Coureur            | Pays       | Équipe                          | Temps           |
| -- | ------------------ | ---------- | ------------------------------- | --------------- |
| 1  | Michael Matthews   | Australie  | Orica-GreenEDGE                 | 5 h 17 min 55 s |
| 2  | Greg Van Avermaet  | Belgique   | BMC                             | m.t.            |
| 3  | Jasper Stuyven     | Belgique   | Bontrager                       | m.t.            |
| 4  | Michel Koch        | Allemagne  | Cannondale                      | m.t.            |
| 5  | Kiel Reijnen       | États-Unis | UnitedHealthcare                | m.t.            |
| 6  | Ty Magner          | États-Unis | Hincapie Sportswear Development | m.t.            |
| 7  | Alessandro Bazzana | Italie     | UnitedHealthcare                | m.t.            |
| 8  | Chad Beyer         | États-Unis | Champion System                 | m.t.            |
| 9  | Serghei Tvetcov    | Moldavie   | Jelly Belly                     | m.t.            |
| 10 | Janier Acevedo     | Colombie   | Jamis-Hagens Berman             | m.t.            |

|    | Coureur           | Pays       | Équipe                          | Temps           |
| -- | ----------------- | ---------- | ------------------------------- | --------------- |
| 1  | Michael Matthews  | Australie  | Orica-GreenEDGE                 | 9 h 28 min 39 s |
| 2  | Greg Van Avermaet | Belgique   | BMC                             | + 1 s           |
| 3  | Christopher Jones | États-Unis | UnitedHealthcare                | + 11 s          |
| 4  | Ty Magner         | États-Unis | Hincapie Sportswear Development | + 13 s          |
| 5  | Jasper Stuyven    | Belgique   | Bontrager                       | + 13 s          |
| 6  | Max Jenkins       | États-Unis | 5 Hour Energy                   | + 16 s          |
| 7  | Tiago Machado     | Portugal   | RadioShack-Leopard              | + 16 s          |
| 8  | Kiel Reijnen      | États-Unis | UnitedHealthcare                | + 17 s          |
| 9  | Michel Koch       | Allemagne  | Cannondale                      | + 17 s          |
| 10 | Chad Beyer        | États-Unis | Champion System                 | + 17 s          |

### 3eétape
|    | Coureur            | Pays             | Équipe              | Temps           |
| -- | ------------------ | ---------------- | ------------------- | --------------- |
| 1  | Lachlan Morton     | Australie        | Garmin-Sharp        | 4 h 20 min 20 s |
| 2  | Greg Van Avermaet  | Belgique         | BMC                 | + 33 s          |
| 3  | Lucas Euser        | États-Unis       | UnitedHealthcare    | + 34 s          |
| 4  | George Bennett     | Nouvelle-Zélande | RadioShack-Leopard  | m.t.            |
| 5  | Janier Acevedo     | Colombie         | Jamis-Hagens Berman | m.t.            |
| 6  | Gregory Brenes     | Costa Rica       | Champion System     | m.t.            |
| 7  | Christopher Horner | États-Unis       | RadioShack-Leopard  | m.t.            |
| 8  | Philip Deignan     | Irlande          | UnitedHealthcare    | m.t.            |
| 9  | Tiago Machado      | Portugal         | RadioShack-Leopard  | m.t.            |
| 10 | Matthew Busche     | États-Unis       | RadioShack-Leopard  | m.t.            |

|    | Coureur            | Pays       | Équipe             | Temps            |
| -- | ------------------ | ---------- | ------------------ | ---------------- |
| 1  | Lachlan Morton     | Australie  | Garmin-Sharp       | 13 h 49 min 07 s |
| 2  | Greg Van Avermaet  | Belgique   | BMC                | + 22 s           |
| 3  | Lucas Euser        | États-Unis | UnitedHealthcare   | + 40 s           |
| 4  | Tiago Machado      | Portugal   | RadioShack-Leopard | + 43 s           |
| 5  | Gregory Brenes     | Costa Rica | Champion System    | + 44 s           |
| 6  | Michael Schär      | Suisse     | BMC                | + 44 s           |
| 7  | Christopher Horner | États-Unis | RadioShack-Leopard | + 44 s           |
| 8  | Ben King           | États-Unis | RadioShack-Leopard | + 44 s           |
| 9  | Carter Jones       | États-Unis | Bissell            | + 44 s           |
| 10 | Benjamin Day       | Australie  | UnitedHealthcare   | + 44 s           |

### 4eétape
|    | Coureur            | Pays       | Équipe                         | Temps           |
| -- | ------------------ | ---------- | ------------------------------ | --------------- |
| 1  | Michael Matthews   | Australie  | Orica-GreenEDGE                | 1 h 10 min 17 s |
| 2  | Greg Van Avermaet  | Belgique   | BMC                            | m.t.            |
| 3  | Jasper Stuyven     | Belgique   | Bontrager                      | m.t.            |
| 4  | Alessandro Bazzana | Italie     | UnitedHealthcare               | m.t.            |
| 5  | Jesse Anthony      | États-Unis | Optum-Kelly Benefit Strategies | m.t.            |
| 6  | Kiel Reijnen       | États-Unis | UnitedHealthcare               | m.t.            |
| 7  | Gregory Brenes     | Costa Rica | Champion System                | m.t.            |
| 8  | Janier Acevedo     | Colombie   | Jamis-Hagens Berman            | m.t.            |
| 9  | Ryder Hesjedal     | Canada     | Garmin-Sharp                   | m.t.            |
| 10 | Lachlan Morton     | Australie  | Garmin-Sharp                   | m.t.            |

|    | Coureur            | Pays       | Équipe             | Temps            |
| -- | ------------------ | ---------- | ------------------ | ---------------- |
| 1  | Lachlan Morton     | Australie  | Garmin-Sharp       | 14 h 59 min 24 s |
| 2  | Greg Van Avermaet  | Belgique   | BMC                | + 26 s           |
| 3  | Lucas Euser        | États-Unis | UnitedHealthcare   | + 40 s           |
| 4  | Tiago Machado      | Portugal   | RadioShack-Leopard | + 43 s           |
| 5  | Gregory Brenes     | Costa Rica | Champion System    | + 44 s           |
| 6  | Christopher Horner | États-Unis | RadioShack-Leopard | + 44 s           |
| 7  | Ben King           | États-Unis | RadioShack-Leopard | + 44 s           |
| 8  | Benjamin Day       | Australie  | UnitedHealthcare   | + 44 s           |
| 9  | Matthew Busche     | États-Unis | RadioShack-Leopard | + 44 s           |
| 10 | Peter Stetina      | États-Unis | Garmin-Sharp       | + 44 s           |

### 5eétape
|    | Coureur            | Pays             | Équipe              | Temps           |
| -- | ------------------ | ---------------- | ------------------- | --------------- |
| 1  | Christopher Horner | États-Unis       | RadioShack-Leopard  | 4 h 52 min 45 s |
| 2  | Tom Danielson      | États-Unis       | Garmin-Sharp        | m.t.            |
| 3  | Yannick Eijssen    | Belgique         | BMC                 | + 31 s          |
| 4  | George Bennett     | Nouvelle-Zélande | RadioShack-Leopard  | + 37 s          |
| 5  | Lucas Euser        | États-Unis       | UnitedHealthcare    | + 37 s          |
| 6  | Matthew Busche     | États-Unis       | RadioShack-Leopard  | + 37 s          |
| 7  | Philip Deignan     | Irlande          | UnitedHealthcare    | + 58 s          |
| 8  | Janier Acevedo     | Colombie         | Jamis-Hagens Berman | + 1 min 08 s    |
| 9  | Francisco Mancebo  | Espagne          | 5 Hour Energy       | + 1 min 14 s    |
| 10 | Michael Schär      | Suisse           | BMC                 | + 1 min 31 s    |

|    | Coureur            | Pays             | Équipe              | Temps            |
| -- | ------------------ | ---------------- | ------------------- | ---------------- |
| 1  | Christopher Horner | États-Unis       | RadioShack-Leopard  | 19 h 52 min 52 s |
| 2  | Tom Danielson      | États-Unis       | Garmin-Sharp        | m.t.             |
| 3  | Lucas Euser        | États-Unis       | UnitedHealthcare    | + 32 s           |
| 4  | George Bennett     | Nouvelle-Zélande | RadioShack-Leopard  | + 36 s           |
| 5  | Matthew Busche     | États-Unis       | RadioShack-Leopard  | + 37 s           |
| 6  | Philip Deignan     | Irlande          | UnitedHealthcare    | + 57 s           |
| 7  | Tiago Machado      | Portugal         | RadioShack-Leopard  | + 1 min 40 s     |
| 8  | Michael Schär      | Suisse           | BMC                 | + 1 min 41 s     |
| 9  | Janier Acevedo     | Colombie         | Jamis-Hagens Berman | + 1 min 42 s     |
| 10 | Chris Butler       | États-Unis       | Champion System     | + 1 min 59 s     |

### 6eétape
|    | Coureur            | Pays       | Équipe              | Temps           |
| -- | ------------------ | ---------- | ------------------- | --------------- |
| 1  | Francisco Mancebo  | Espagne    | 5 Hour Energy       | 3 h 12 min 52 s |
| 2  | Janier Acevedo     | Colombie   | Jamis-Hagens Berman | m.t.            |
| 3  | Tom Danielson      | États-Unis | Garmin-Sharp        | + 4 s           |
| 4  | Lucas Euser        | États-Unis | UnitedHealthcare    | + 1 min 29 s    |
| 5  | Matthew Busche     | États-Unis | RadioShack-Leopard  | + 1 min 29 s    |
| 6  | Michael Schär      | Suisse     | BMC                 | + 1 min 29 s    |
| 7  | Philip Deignan     | Irlande    | UnitedHealthcare    | + 1 min 29 s    |
| 8  | Christopher Horner | États-Unis | RadioShack-Leopard  | + 1 min 29 s    |
| 9  | Carter Jones       | États-Unis | Bissell             | + 1 min 29 s    |
| 10 | Jasper Stuyven     | Belgique   | Bontrager           | + 1 min 39 s    |

|    | Coureur            | Pays       | Équipe              | Temps            |
| -- | ------------------ | ---------- | ------------------- | ---------------- |
| 1  | Tom Danielson      | États-Unis | Garmin-Sharp        | 23 h 05 min 45 s |
| 2  | Christopher Horner | États-Unis | RadioShack-Leopard  | + 1 min 25 s     |
| 3  | Janier Acevedo     | Colombie   | Jamis-Hagens Berman | + 1 min 37 s     |
| 4  | Lucas Euser        | États-Unis | UnitedHealthcare    | + 2 min 02 s     |
| 5  | Matthew Busche     | États-Unis | RadioShack-Leopard  | + 2 min 06 s     |
| 6  | Philip Deignan     | Irlande    | UnitedHealthcare    | + 2 min 27 s     |
| 7  | Michael Schär      | Suisse     | BMC                 | + 3 min 11 s     |
| 8  | Carter Jones       | États-Unis | Bissell             | + 3 min 49 s     |
| 9  | Francisco Mancebo  | Espagne    | 5 Hour Energy       | + 3 min 50 s     |
| 10 | Tiago Machado      | Portugal   | RadioShack-Leopard  | + 3 min 50 s     |